# Amtsgericht Alzenau

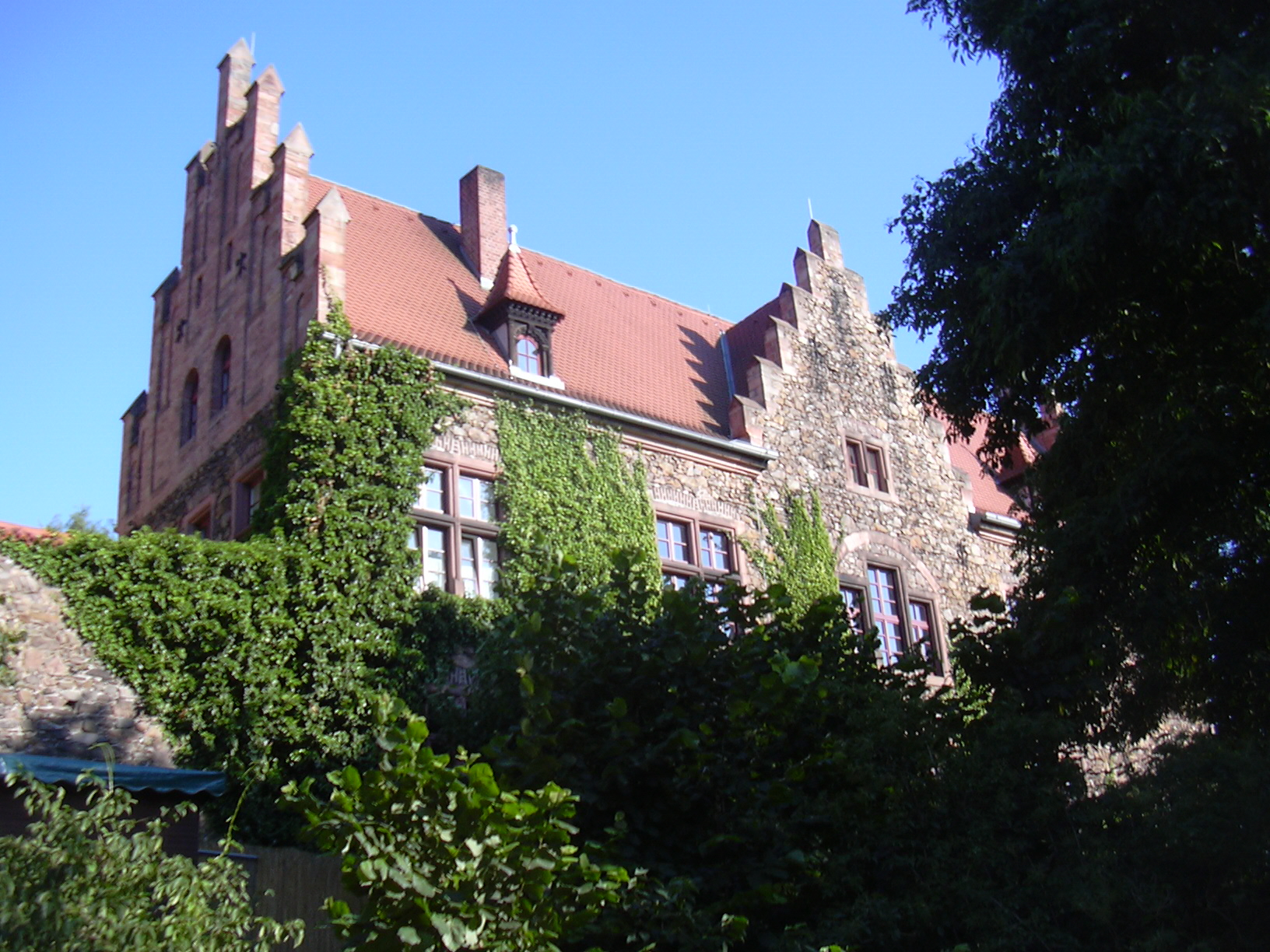
Gerichtsgebäude (2006)

Das Amtsgericht Alzenau war ein eigenständiges Gericht der ordentlichen Gerichtsbarkeit in Alzenau und ist seit 1973 Zweigstelle des Amtsgerichts Aschaffenburg.

## Geschichte
Alzenau war der Hauptort des gleichnamigen Gerichts Alzenau und war eines der vier Gerichte, die das Freigericht Alzenau bildeten. Der älteste erhaltene Beleg für das Freigericht stammt von 1309. Mit dem Übergang an das Königreich Bayern 1816 wurde in Alzenau ein Landgericht älterer Ordnung errichtet. Die Landgerichte waren im Königreich Bayern Gerichts- und Verwaltungsbehörden, die 1862 in administrativer Hinsicht von den Bezirksämtern und 1879 in juristischer Hinsicht von den Amtsgerichten abgelöst wurden.
Anlässlich der Einführung des Gerichtsverfassungsgesetzes am 1. Oktober 1879 wurde daher ein Amtsgericht zu Alzenau errichtet, dessen Sprengel aus dem bisherigen Landgerichtsbezirk Alzenau gebildet wurde.
Im Jahre 1943 wurde das Amtsgericht Schöllkrippen stillgelegt und sein Bezirk dem Amtsgericht Alzenau zugeschlagen.
Das Amtsgericht Alzenau ist seit 1973 Zweigstelle des Amtsgerichts Aschaffenburg.

## Gerichtssitz und -bezirk
Die Zweigstelle hat ihren Sitz in Alzenau in Unterfranken.
Sie ist zuständig für die Stadt Alzenau und die Gemeinden Blankenbach, Geiselbach, Kahl am Main, Karlstein am Main, Kleinkahl, Krombach, Mömbris, Schöllkrippen, Sommerkahl und Westerngrund.
Aufgabenschwerpunkt der Außenstelle sind Zivilsachen sowie Strafverfahren. Familiensachen, Grundbuchsachen sowie Strafverfahren gegen Jugendliche und Heranwachsende wegen Verstößen gegen das Betäubungsmittelgesetz und allen Strafverfahren vor den Schöffengerichten werden vom Amtsgericht Aschaffenburg verhandelt. Insolvenz- und Zwangsversteigerungsverfahren sowie Handels- und Vereinsregistersachen aus dem Bezirk des Amtsgerichts Obernburg werden beim Amtsgericht Aschaffenburg bearbeitet. Für Mahnverfahren ist das Amtsgericht Coburg als Zentrales Mahngericht zuständig.

## Gebäude
Die Zweigstelle befindet sich in der Burg Alzenau (Burgstrasse 14). Im Jahre 1900 errichtete man hier an der Burg ein neues Ämtergebäude.

## Übergeordnete Gerichte
Dem Amtsgericht in Alzenau ist das Landgericht Aschaffenburg übergeordnet. Zuständiges Oberlandesgericht (OLG) ist das OLG Bamberg.